# James Pickering
Sir James Pickering of Ellerton (* um 1396; † 30. Dezember 1460) war ein englischer Ritter.

## Leben
Er entstammte der Gentry von Yorkshire. Er war der Sohn und Erbe von Sir John Christopher Pickering (um 1374–1460), Gutsherr von Ellerton und Wighill in Yorkshire, und dessen Gattin Ellen (Eleonor) Harrington, Tochter des Richard Harrington.
1441 wurde er zum Knight Bachelor geschlagen. Mehrmals 1447, 1449–1450 und 1455–1456 war er als Knight of the Shire für Yorkshire Abgeordneter im Parlament. Von 1449 bis 1450 war er Sheriff von Yorkshire und ab 1455 mehrfach Friedensrichter im West Riding of Yorkshire.
Er war 1453 an den Unruhen und Kämpfen zwischen den beiden bedeutendsten Familien Nordenglands, dem Haus Neville und dem Haus Percy, die den Rosenkriegen vorangingen, beteiligt.
Er nahm hier Partei für Richard Neville, 5. Earl of Salisbury und dessen Sohn John Neville, 1. Marquess of Montagu.
Er erhielt daher auch, wie alle Beteiligten, im Sommer 1453 eine briefliche Aufforderung des Königs Heinrich VI. diese ungesetzlichen Umtriebe zu unterlassen und dem königlichen Beauftragten in dieser Sache, Sir William Lucy, Folge zu leisten. 1458 wurde er begnadigt.
Spätestens 1458 hatte er die Güter Killington und Winderwath in Westmorland erworben.
Nach Ausbruch der Rosenkriege kämpfte er für das Haus York 1459 bei der Schlacht von Blore Heath und der Schlacht von Ludlow und gehörte zu den Beratern des Duke of York. Hierfür wurde er unter König Heinrich VI. vom Haus Lancaster im Dezember 1459 geächtet und 1460 eine Belohnung von fünf Mark für seine Ergreifung ausgesetzt. Am 30. Dezember 1460 fiel er in der Schlacht von Wakefield.

## Ehe und Nachkommen
Er war verheiratet mit Mary Lowther (* vor 1404), Tochter des Sir Robert Lowther (um 1365-1430) und der Margaret Strickland (um 1360-1443). Mit ihr hatte er einen Sohn:
- James Pickering (1419–1497) ⚭ Margaret Lascelles (um 1420–1499).